# Theresildis Brendler
Theresildis Brendler SSpS (* 13. Mai 1910 in Estenfeld, Bezirksamt Würzburg; † 6. Februar 1944 in der Bismarcksee) war eine deutsche Steyler Missionsschwester und Märtyrin.

## Leben
Eugenie Brendler, zweites von 4 Kindern eines Schmieds, arbeitete nach der Schulzeit bei ihren Eltern. Am 25. April 1933 trat sie (auf Vermittlung von Franz Winzenhörlein, eines Verwandten) im Alter von 22 Jahren in Oberdischingen in das Missionshaus der Steyler Missionsschwestern ein. Sie begann am 6. Januar 1934 das Noviziat unter dem Ordensnamen Theresildis (nach Therese von Lisieux). Am 8. Dezember 1935 legte sie ihre Zeitlichen Gelübde ab und wurde in Steyl im Mutterhaus in Handarbeit ausgebildet. Am 8. September 1938 reiste sie mit anderen nach Alexishafen in die Papua-Neuguinea-Mission. Zur Ablegung der Ewigen Gelübde kam es nicht mehr.
Nach der Besetzung Neuguineas durch die japanischen Invasionstruppen 1942 wurde sie zusammen mit Bischof Franziskus Wolf und zahlreichen Mitbrüdern und Missionsschwestern in einem Sammellager auf Manam interniert, wo sie an Unterernährung litten und an Malaria erkrankten. Am 5. Februar gingen sie unter Protest auf das japanische Transportschiff Yorishime Maru, das am 6. Februar nachts von der amerikanischen Luftwaffe angegriffen wurde. Es starben 46 Menschen, darunter Theresildis Brendler. Eine Gedenkstätte befindet sich in Alexishafen.

## Gedenken
Die Römisch-katholische Kirche in Deutschland hat Schwester Theresildis Brendler als Märtyrin in das deutsche Martyrologium des 20. Jahrhunderts aufgenommen.